# 阿當·拉爾拉拿
亞當·大衛·拉爾拉拿（英語：Adam David Lallana，1988年5月10日—）出生在聖奧爾本斯，是一位已退役英格蘭職業足球員，司職進攻中場亦可擔任翼鋒。曾效力英超球會南安普顿。

## 球會生涯

### 修咸頓
雖然出生在赫特福德郡的聖奧爾本斯，但拉爾拉拿5歲時便已隨家人搬到英國西南部多塞特郡的港口小鎮伯恩茅斯。由於從小就開始到離家門不遠的當地丙組球會般尼茅夫接受足球訓練，他優異的足球天份最終未能躲避來自「南岸打吡」對手修咸頓的球探法眼，故此在2000年的時候，年僅12歲的拉爾拉拿就被這支當時仍然征戰英超的南部傳統勁旅挖角到旗下。修咸頓會方最初為此而付出3,000英鎊的補償金，但隨著拉爾拉拿其後獲得學徒球員生活津貼以及一紙正式的球員合約，修咸頓先後向般尼茅夫額外再賠償了5,000以及10,000鎊；另外按照雙方議定，日後修咸頓出售拉爾拉拿時的25％收益亦須要分帳予般尼茅夫。
雖然聖誕期間走馬上任的救火教練哈利·列納最終無力挽救修咸頓在2005年降班英冠，自1977年起首度回到次級聯賽的惡夢；但他麾下由拉爾拉拿、加里夫·巴利、西奧·禾確特、馬田·卡尼等新銳組成的修咸頓青年軍卻光芒四射，不單在青年足總盃決賽加時階段僅負葉士域治2-3屈居亞軍，而且更憑得失球差力壓車路士稱霸該年度的U18青年聯賽。
2006年7月季前操練階段，拉爾拉拿獲得新領隊佐治·貝利的信任，順利被提升進球會的一線陣容。翌月23日對伊奧維城的聯賽盃比賽上，拉爾拉拿處子登場，修咸頓也大勝對手5-2。10月31日，拉爾拉拿答應球會提出的為期直至2009年12月的一份新合約。
2007年10月9日起，拉爾拉拿以借將身份短暫重投般尼茅夫一個月。2008年4月28日，在英冠深陷降班漩渦的修咸頓在賽季倒數第二輪遭遇榜首的西布朗，拉爾拉拿於比賽第74分鐘後備上陣後立即妙射龍門左下角建功，儘管後來被對手追和1-1，最終修咸頓仍能名列第二十位，幸運地成功護級。
2008/09賽季因為嚴重的財政困難持續，已經變賣了堅韋尼·鍾斯、加里夫·巴利、西奧·禾確特等大牌球星的修咸頓變得更加倚重陣中的年青球員，拉爾拉拿開始佔據住球隊中場的必然正選席位，又在2008年8月29日與球會續約三年。然而到了2009年4月23日，修咸頓由於母公司被進行財政接管而被英冠聯賽賽會依條例扣減積分10分，修咸頓馬上再一次面臨降班威脅。
2009/10賽季拉爾拉拿未有離隊他投，反而選擇跟隨修咸頓落入第三級別的英甲作賽。作為球隊進攻的靈魂人物，拉爾拉拿在英格蘭聯賽錦標決賽上射破卡素爾聯的大門，率領球隊4-1大勝奪標而回；整季一共在各項賽事上陣51場取得20個入球，令他超越1983/84球季大衛·岩士唐的紀錄，成為修咸頓球會歷史上一季之內入球最多的中場次席；僅落在於獲修咸頓球迷稱為「神」的馬菲·拿鐵斯身後，拿鐵斯曾經在1994-95賽季攻入了30球之多。另外，拉爾拉拿乃1994-95年以後，修咸頓陣中首位能夠在一季之內入球數達到20球的中場球員。
2011年1月7日拉爾拉拿與球會簽署一份新合約，為期至2015年夏天。其後2010/11英甲聯賽結束，拉爾拉拿全季上陣36場（30次正選6次後備）入8球並交出11個助攻，率領修咸頓成為英甲第二名，取得來年直接升班英冠的資格。而他本人也當選2010/11賽季英甲最佳陣容（League One Team of the Year）。
2011-2012年英冠球季，為球隊攻入13個入球，成功協助修咸頓奪冠，兩年間連升兩級，升上英超作賽。

### 利物浦
2014年7月1日，利物浦宣佈拉爾拉拿加盟，並穿上20號球衣。有關轉會費金額並無透露，但估計轉會費金額為2500萬英鎊。

### 布萊頓
2020年7月27日，布萊頓從利物浦簽下亞當·拉拉納，簽下了一份為期三年的合約，將身穿14號球衣。
2021年2月3日，拉拉納離開利物浦以來首次在安菲爾德球場出場，這場比賽他替補出場，幫助海鷗隊取得了自1982年以來在安菲爾德的首場英超聯賽勝利。

## 國家隊生涯
拉爾拉拿曾經代表過英格蘭U18並在對斯洛文尼亞的國家隊首戰中取得入球，此後亦一度入選英格蘭U21。
其後於2014年入選英格蘭巴西世界盃23人名單。

## 榮譽

### 球會
修咸頓
- 英超青年聯賽：2005-06
- 約翰斯通漆油錦標：2009-10

利物浦
- 歐洲冠軍聯賽 冠軍 : 2018–2019
- 歐洲超級盃冠军：2019
- 国际足联俱乐部世界杯冠军：2019[12]
- 英格蘭超級足球聯賽冠军：2019-20

### 個人
- PFA年度最佳陣容: 2010/11 英甲[13]